# Peter Ibbetson a raison
Pour plus de détails, voir Fiche technique et Distribution.
Peter Ibbetson a raison ou Coupable ou non coupable (The Guilt of Janet Ames) est un film américain en noir et blanc réalisé par Henry Levin, sorti en 1947.

## Synopsis
Janet Ames, une veuve de guerre, est heurtée par une automobile, ce qui lui fait perdre connaissance. La police ne trouve aucune pièce d'identité sur elle, seulement une liste de noms masculins, dont celui de Smitty Cobb, un journaliste alcoolique. La police contacte Smitty, à qui elle montre la liste ; il comprend tout de suite qui elle est. Il la retrouve à l'hôpital dans un fauteuil roulant, incapable de marcher. Le médecin, qui ne trouve aucune raison physique à sa paralysie, l'a envoyée chez un psychiatre. Smitty, cependant, décide de la traiter lui-même. Il encourage Janet à décrire chacun des hommes de la liste, bien qu'elle ne les ait jamais vus ou rencontrés. Il s'agit en fait d'anciens camarades de son défunt mari, lequel était soldat en Europe en 1944 où il avait trouvé la mort en sautant sur une grenade pour sauver la vie de ses camarades.
Le premier survivant qu'elle visualise est le videur de boîte de nuit Joe Burton et sa petite amie Katie, une chanteuse, qui rêvent de construire une maison. La vision suivante de Janet l'emmène dans le désert, où le deuxième ancien combattant de la liste, Ed Pierson, fait des recherches scientifiques et vit dans une cabane avec sa femme Susie. Le troisième ex-soldat est Frank Merino, qui apparaît avec sa jeune fille Emmy. Ces trois rencontres rappellent à Janet que David, son mari, voulait en fait construire une maison et avoir un enfant tout de suite mais qu'elle avait écarté ces deux notions comme étant trop coûteuses et gênantes. Ensuite, Janet, cette fois accompagnée dans la quatrième vision par Smitty, se rend dans une boîte de nuit, où ils sont divertis par Sammy Weaver, le quatrième survivant. Il s'agit d'un comédien prometteur et, à la fin de son numéro, il la remercie de lui avoir donné l'occasion de remonter le moral de son public.
Janet avoue à Smitty qu'elle se sent coupable d'avoir rendu la vie civile de David si misérable. Smitty la persuade cependant de se pardonner son égoïsme. Lorsqu'elle le fait, la paralysie de ses jambes disparaît. Plus tard, Smitty, qui était le commandant de son défunt mari, révèle sa propre culpabilité pour avoir ordonné à David de tomber sur la grenade. Janet dit à Smitty qu'il l'aurait fait sans en avoir reçu l'ordre, et qu'il n'a probablement jamais entendu l'ordre. Elle retourne ensuite la situation à son guérisseur, Smitty, en visualisant et en décrivant leur vie future heureuse ensemble.

## Fiche technique
- Titre original : The Guilt of Janet Ames
- Titre français : Peter Ibbetson a raison
- Titre français alternatif : Coupable ou non coupable
- Réalisation : Henry Levin
- Scénario : Louella MacFarlane, Allen Rivkin (en), Devery Freeman (en), sur une histoire de Lenore J. Coffee (en)
- Musique : George Duning
- Direction artistique : Stephen Goosson, Walter Holscher (en)
- Maquillage : Clay Campbell
- Costumes : Travis Banton, Jean Louis
- Photographie : Joseph Walker
- Montage : Charles Nelson. William A. Lyon (non crédité)
- Société de production et de distribution : Columbia Pictures
- Pays de production :  États-Unis
- Langue d'origine : anglais américain
- Format : noir et blanc – 35 mm – 1,37:1 – mono (Western Electric Recording)
- Genre : drame romantique, film à énigme
- Durée : 83 minutes
- Dates de sortie : 
  - États-Unis : 6 mars 1947
  - France : 15 avril 1948

## Distribution
- Rosalind Russell : Janet Ames
- Melvyn Douglas : Smithfield Cobb
- Sid Caesar : Sammy Weaver
- Betsy Blair : Katie
- Nina Foch : Susie Pierson
- Charles Cane : Walker
- Richard Benedict : Joe Burton
- Frank Orth : Danny, le barman